# Thymelaea ruizii
Thymelaea ruizii är en tibastväxtart som beskrevs av Francisco Loscos y Bernal och Casav.. Thymelaea ruizii ingår i släktet sparvörter, och familjen tibastväxter. Inga underarter finns listade i Catalogue of Life.